# Karol Schütz
Karol Bogumił Schütz (ur. 18 maja 1741 w Dreźnie, zm. 15 stycznia 1818) – warszawski architekt i budowniczy.

## Życiorys
Karol Schütz przybył do Polski z Saksonii ok. 1765 roku. Od 1778 roku reprezentował wydział budowlany warszawskiej parafii ewangelicko-augsburskiej. W 1784 roku został mianowany budowniczym Rzeczypospolitej.
W końcu 1794 roku został budowniczym wojskowym w randze kapitana wojsk koronnych, a w 1817 roku był adiunktem przy Piotrze Aignerze, profesorze architektury na Uniwersytecie Warszawskim.

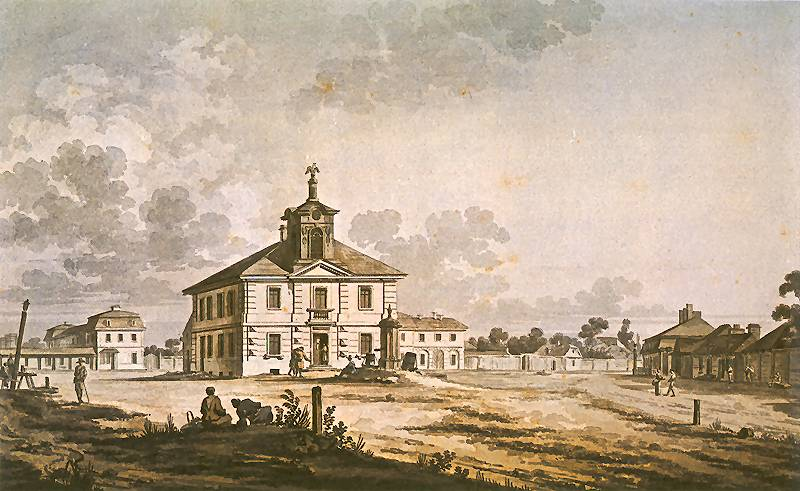
Zygmunt Vogel, Ratusz Grzybowa

## Ważniejsze prace
- Ratusz w Grzybowie, który został wzniesiony w 1786 roku w stylu klasycystycznym. Po likwidacji jurydyk był m.in. więzieniem, a zlicytowany w 1820 roku został rozebrany około roku 1830;
- kamienica Wasilewskiego (późniejsza kamienica Wilhelma Malcza) na Krakowskim Przedmieściu w Warszawie po południowej stronie zbiegu z ul. Bednarską (na tym miejscu stoi obecnie północne skrzydło Dziekanki).

## Życie prywatne
W małżeństwie z Chrystianą Elżbietą z Weberów (1750–1818) miał troje dzieci: syna Fryderyka Adolfa, również architekta i budowniczego, Annę Juliannę Henriettę zamężną Gronau oraz Adelę Krystynę Mariannę zamężną Daszkow.
Należał do warszawskiej masonerii, w której pełnił funkcję sędziego loży Göttin von Eleusis od 1787 roku, a w okresie Księstwa Warszawskiego był członkiem Najwyższej Kapituły tej loży.
Został pochowany na cmentarzu ewangelicko-augsburskim w Warszawie (aleja 2 nr 12).